# 편집증
편집증(偏執症) 또는 파라노이아(영어: paranoia)는 심각한 걱정이나 두려움으로 자신이 주변으로부터 피해를 받을 것이라는 병리적인 의심을 고집하는 이상심리학적 상태를 일컫는다. 대개 비이성적 사고나 착각의 상태에 이르게 된다.
이러한 편집적 증세가 심해 일상생활이나 사회생활에 문제를 겪는 경우 편집성 인격 장애로 진단받을 수 있다. 지속적으로 체계적 망상에 집착하는 망상장애와는 다르게 구분되기도 한다.
파라노이아(paranoia)라는 단어는, 그리스어 παράνοια(paranoia)에서 유래하였다. 그리스어로는 단순히 정신이상(para = 바깥, nous = 마음)을 뜻하는 단어이다. 편집증이라는 단어는 언론이나 문학에서는 의심이 많다는 뜻의 단어로 쓰이기도 한다.

## 같이 보기
- 망상장애
- 피해망상
- 편집성 인격장애
- 조현병